# Servio Cornelio Cetego
Servio Cornelio Cetego (in latino: Servius Cornelius Cethegus; 8 a.C. circa – dopo il 38) è stato un magistrato romano, console dell'Impero romano.

## Biografia
Appartenente all'illustre gens Cornelia, e in particolare, con ogni probabilità, al ramo dei Cornelii Lentuli, che erano soliti adottare cognomina di altri rami estinti della gens, Cetego non trova un posto chiaro nella genealogia dei Cornelii. Sembra essere stato lui, o comunque un suo parente stretto, il piccolo Lentulo Cetego cui fece da nutrice Cornelia Quinta, attestata in un sepolcro in uso negli ultimi anni di Augusto e negli anni di Tiberio. In ogni caso, Cassio Dione testimonia il nome del padre, ossia Servio: Ursula Vogel-Weidemann ipotizza, correggendo un'ipotesi errata di Conrad Cichorius, che Cetego possa essere un secondo figlio del flamen Dialis e console suffetto del 10 Servio Cornelio Lentulo Maluginense. Infine, potrebbe essere sua figlia la Cornelia Cethegilla attestata su un altare della prima metà del I secolo d.C. e onorata dai nipoti Cethegilla, Orfito e Pisone.
L'appartenenza alla famiglia dei Cornelii Lentuli, presto divenuta amica di Tiberio, dovette promuovere la carriera di Cetego, di cui è noto principalmente il consolato, ricoperto nel primo semestre del 24 insieme a Lucio Visellio Varrone, poi sostituiti a luglio da Gaio Calpurnio Aviola e Publio Cornelio Lentulo Scipione: durante il consolato di Cetego e Varrone, Tacito attesta il discorso di Tiberio per moderare gli onori ai giovani Nerone e Druso Cesari, le condanne di Gaio Silio e Sosia Galla, di Calpurnio Pisone e Cassio Severo, del pretore Plauzio Silvano e di Vibio Sereno, e forse di Publio Suillio Rufo e di Firmio Cato, nonché la conclusione della guerra contro Tacfarinas con l'assegnazione degli ornamenta triumphalia a Quinto Giunio Bleso e non a Publio Cornelio Dolabella e la soppressione di un inizio di rivolta servile in Italia.
Una iscrizione sepolcrale nella città africana di Ammaedara, che ricorda uno schiavo di Cetego, nomina proprio Cetego come proconsole della provincia d'Africa: la datazione del mandato oscilla tra 36/37, nell'ultimo anno di Tiberio, o 37/38, nel primo anno di Caligola. Dopo il proconsolato Cetego scompare dalla storia.